# Phaenobezzia nitens
Phaenobezzia nitens är en tvåvingeart som beskrevs av Liu, Ge och Liu 1996. Phaenobezzia nitens ingår i släktet Phaenobezzia och familjen svidknott.
Artens utbredningsområde är Hainan (Kina). Inga underarter finns listade i Catalogue of Life.